# Бекрія (ансамбль)
Бекрія — ансамбль тамбуристів із Пожеґи, заснований у 1993 році. На бубнах вони виконують авторські, слов'янські народні, веселі, естрадні, рокові, а також класичні та інструментальні пісні. Найбільш відомі виконанням пісень «Garavušo garava» (1997), до якої слова та музику написав Мирослав Шкоро, та авторської «Po prašini i divilvini» (1995).
На початку «нульових» у них була десятирічна перерва. Засновники та учасники першого гурту «Бекрія» входили до трійки найпопулярніших тамбуристих колективів Хорватії, і вони діяли з 1995 по 2002 рік.

## Склад
- Хрвоє Мочан — берде

- Ален Ботички — другий бас-прим

- Марко Майсторович — болгарія, клавішні

- Здравко Кнежевич — перший бас прим

- Томіслав Ґалич — перший прим

Засновники та учасники першого складу
- Роберт Войводич — перший вокаліст і басист
- Томіслав Ґалич — прим
- Ален Ботички — другий бас прим
- Іван Дельвецио — контр
- Маріо Павлетич — берде

## Дискографія

### Студійні альбоми
(Не повний список)
- Po prašini i divljini (Croatia Records, 1996.)
- Drugom stranom (Orfej, 1997.)
- Maru hoću i danju i noću
- Bekrije (Orfej, 1998.)

### Синґли
- «Reci mi toplinom srca», Bekrije & Dražen Žerić Žera (Crvena jabuka)

## Інше

### Значення назви гурта
Бекрія — той, хто любить випивку і нічне життя.